# Yun Sim-deok
Yun Sim-deok (윤심덕), née le 25 juillet 1897 à Pyongyang et morte 4 août 1926, est une chanteuse coréenne. C'est la première soprano professionnelle du pays.
Le biopic Saui chanmi, sorti en 1991, raconte sa vie.